# Amarna Project

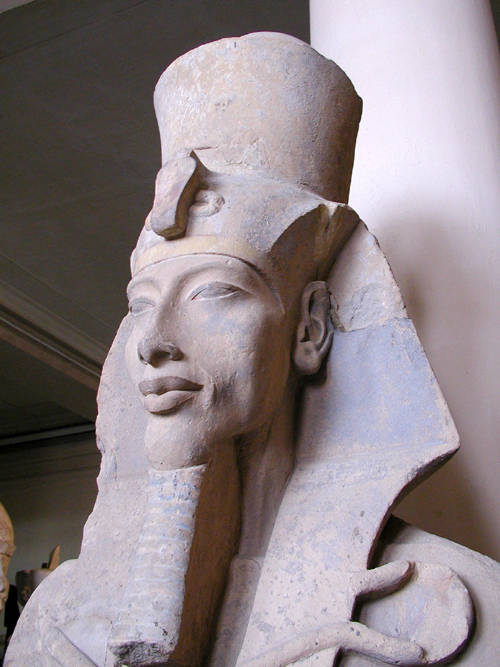
Estàtua d'Akhenaton (Museu Egipci del Caire).

L'Amarna Project és un projecte d'excavació, conservació i promoció de l'antiga ciutat d'Akhetaton (avui Amarna o Tell el-Amarna) fundada cap al 1347 aC pel faraó de la dinastia XVIII Akhenaton (Imperi Nou). Actualment se n'encarrega un equip dirigit per l'egiptòleg Barry Kemp. Les restes de la ciutat estan situades dins l'actual governació d'Al-Minya, a uns 400 quilòmetres al nord de Luxor i a uns 315 al sud del Caire, a la riba del riu Nil.

## Akhetaton
| N27 · X1 · O1 | M17 | X1 · N35 · N5 |

| N27 · X1 · O1 | M17 | X1 · N35 · N5 |

A finals del regnat d'Amenofis III (Amenhotep III), i segurament degut a la influència de la seva mare, Tiy, el príncep Amenofis, futur Amenofis IV, se centra en els cultes solars, especialment al culte a Aton, el disc solar. Un cop convertit en faraó, i cap al cinquè any del seu regnat (1348/1346 aC), Amenofis IV decideix iniciar la construcció d'una nova capital, Akhetaton ("L'horitzó d'Aton"), aproximadament a mig camí entre Memfis i Tebes, a l'Egipte Mitjà. Segons les esteles dels límits, unes esteles esculpides al voltant de la ciutat, el faraó afirma que ha escollit aquell lloc per a construir la nova capital perquè, mentre navegava pel riu, va veure sortir el sol rere les muntanyes en una imatge que li recordava el jeroglífic d'"horitzó" ( 3ḫ.t akhet), aquest fet també definiria el nom de la ciutat "Akhet-Aton", "Horitzó d'Aton".
La construcció de la ciutat durà només uns dos anys. Uns quinze anys després va quedar abandonada, i va ser desmutada i destruïda pels faraons posteriors. En època romana i copta romana d'Orient la ciutat va ser habitada, ja que se n'han trobat restes a diverses zones del jaciment. Actualment la major part de les restes de la capital faraònica estan situades entre les poblacions modernes d'Et-Till (o El-Till) i d'Al-Amarna.

## Història de les excavacions

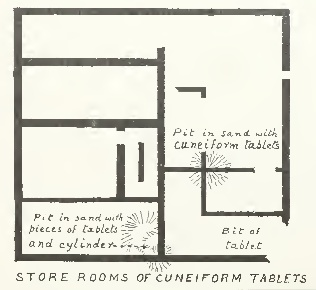
Arxiu reial d'Amarna on es van trobar les Cartes d'Amarna. Dibuix de Flinders Petrie.

Diversos exploradors dels segles xviii i xix van passar per Amarna, però no en van saber reconèixer la importància. Les restes es coneixien amb el nom d'El-Till al-Amarna, d'on deriva el nom popular de Tell el-Amarna, per associació i per error es va començar a anomenar així, tot i que no hi ha cap turó (vegeu: Tell).

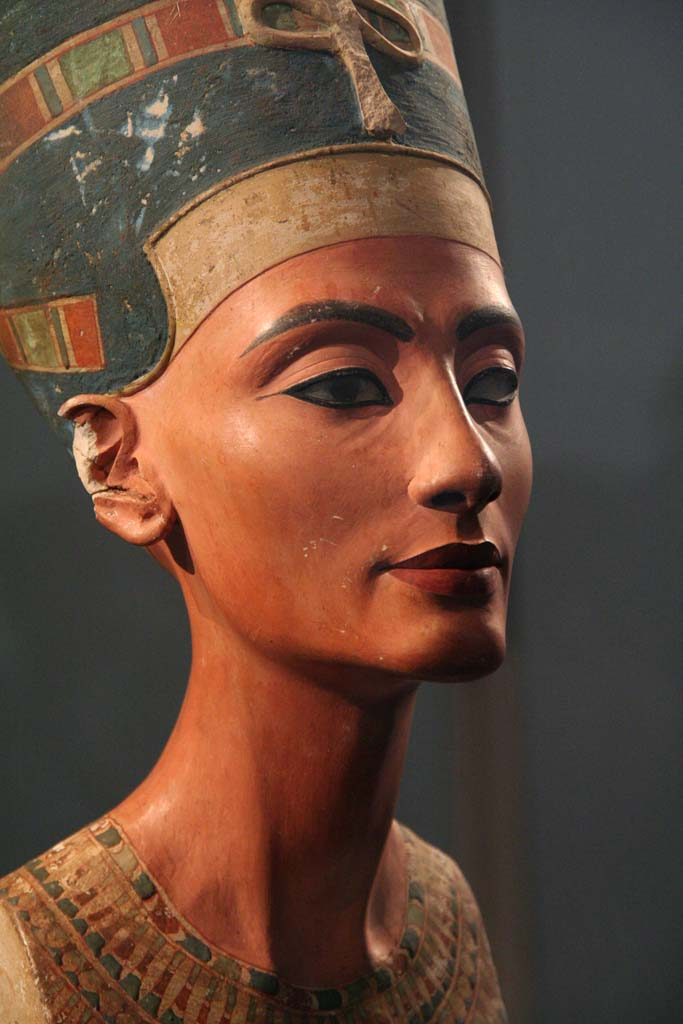
El famós bust de la reina Nefertiti que Borchardt va trobar a Amarna el 1912.

Un dels primers a excavar a Amarna va ser Flinders Petrie els anys 1891 i 1892, va treballar principalment a la "Ciutat Central" o "Central City" (vegeu mapa). Entre el 1911 i el 1914 Ludwig Borchardt, amb el suport de la Societat Oriental Alemanya (Deutsche Orient-Gesellschaft), va continuar la feina iniciada per Petrie. Borchardt va treballar a la zona anomenada Ciutat Principal (Main City), on va fer diverses troballes destacades, entre elles, el famós bust de Nefertiti. L'egiptòleg tenia uns quants arquitectes al seu equip que es van encarregar d'aixecar els plànols d'alguns dels edificis, plànols que encara avui s'empren com a referència.
Des d'aleshores, a part de la feina feta per la Egypt Exploration Society i en Barry Kemp (vegeu apartat següent), s'han fet algunes excavacions i feines de restauració puntuals a determinades àrees d'Amarna en les últimes dècades, algunes dutes a terme per equips internacionals i d'altres pel Consell Suprem d'Antiguitats. Entre les àrees estudiades hi ha la Tomba d'Akhenaton i la Vall Reial (Royal Wadi), els barris residencials i Kom el-Nana (vegeu mapa).

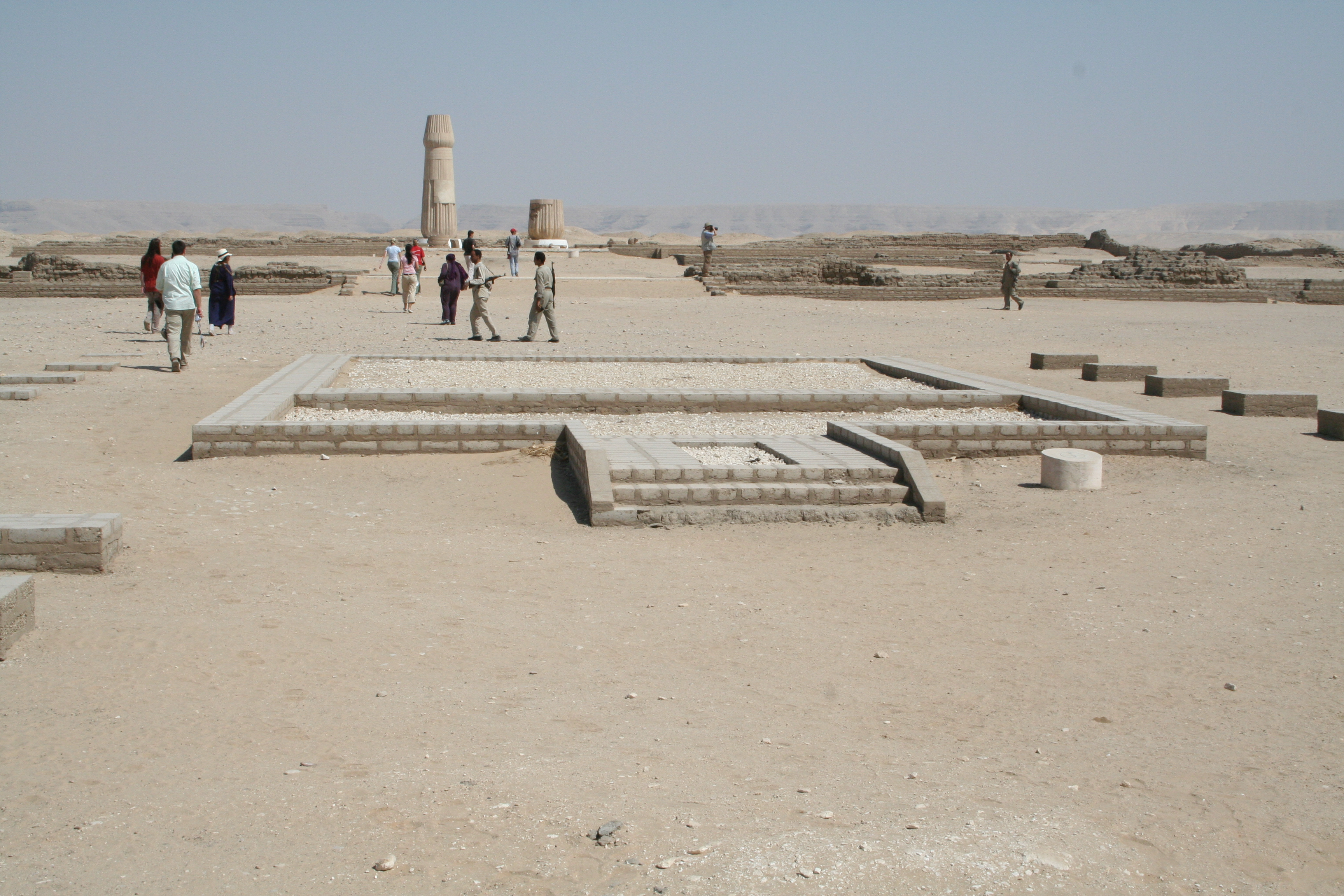
Petit Temple d'Aton (al sud del Gran Temple i al nord de la Ciutat Central)

### Barry Kemp i laEgypt Exploration Society
La Egypt Exploration Society (fundació creada per Amelia Edwards i Reginald Stuart Poole) va començar a explorar a Amarna el 1901, amb una expedició encapçalada per l'egiptòleg britànic Norman de Garis Davies que va durar fins al 1907. Van localitzar les esteles dels límits i les tombes dels nobles, i les van documentar. No va ser fins al 1920 que es van començar les excavacions a la ciutat. Les campanyes de la Egypt Exploration Society van durar fins al 1936, sota la direcció de diversos arqueòlegs: Leonard Woolley (Ur, Mesopotàmia), Francis Newton, Henri Frankfort i John Pendlebury (Cnossos, Creta). Es va excavar a bona part de la ciutat, al poble dels treballadors, als temples i a la tomba reial d'Akhenaton i la seva família. Es van publicar els resultats de les excavacions en tres volums, però es va excloure la part de la tomba, documentació que va compilar i publicar Geoffrey Martin posteriorment en dos volums (1974 i 1989).
El 1977 l'arqueòleg anglès Barry Kemp, patrocinat també per la Egypt Exploration Society, va iniciar les excavacions a la zona d'Amarna. Els dos primers anys es va dedicar a localitzar els elements principals de la ciutat i els temples basant-se en la documentació de les expedicions anteriors i a fer una valoració de les restes que encara quedaven de l'antiga capital a finals dels anys 70.

### L'Amarna Project

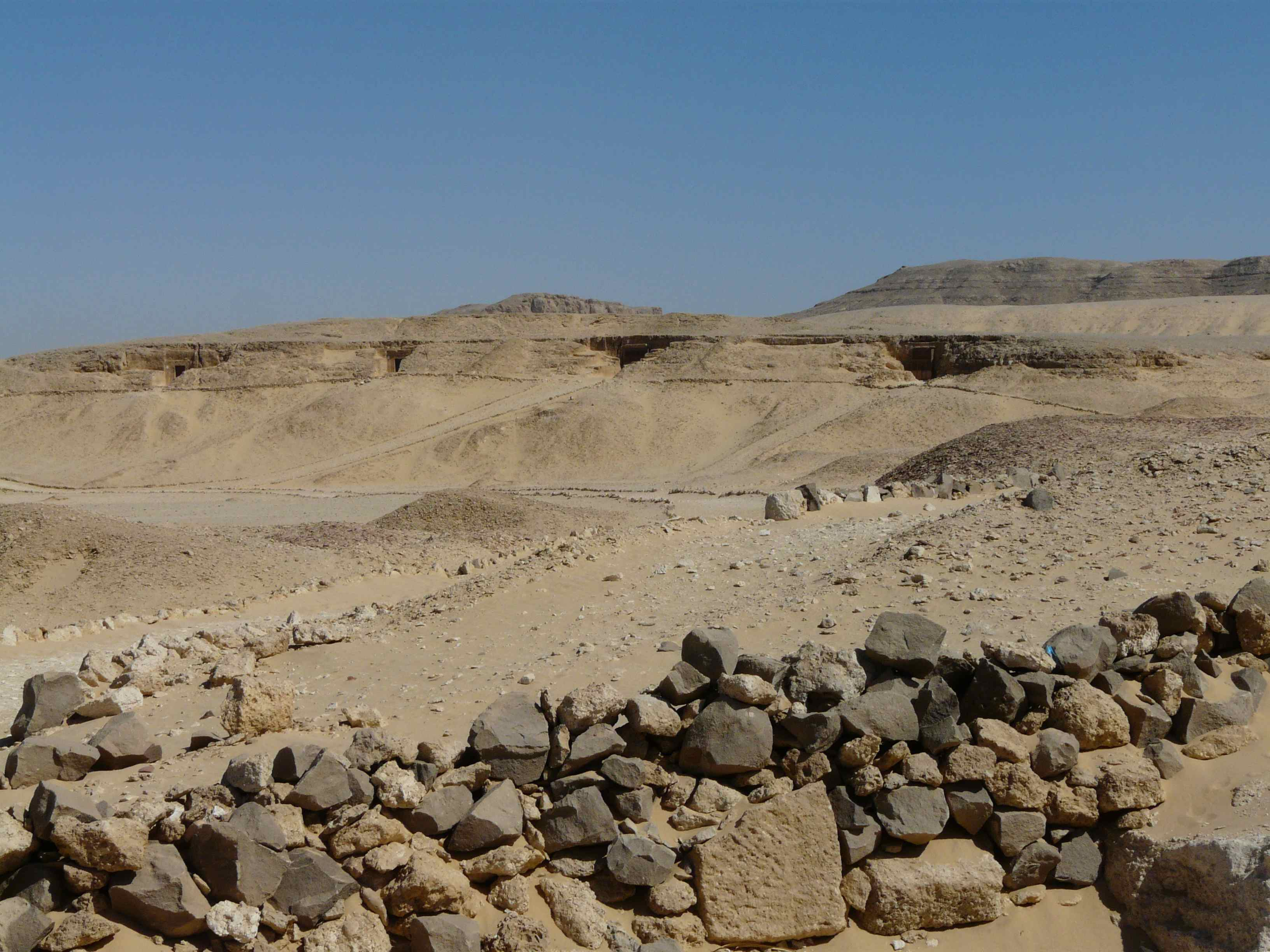
Accés a les tombes meridionals.

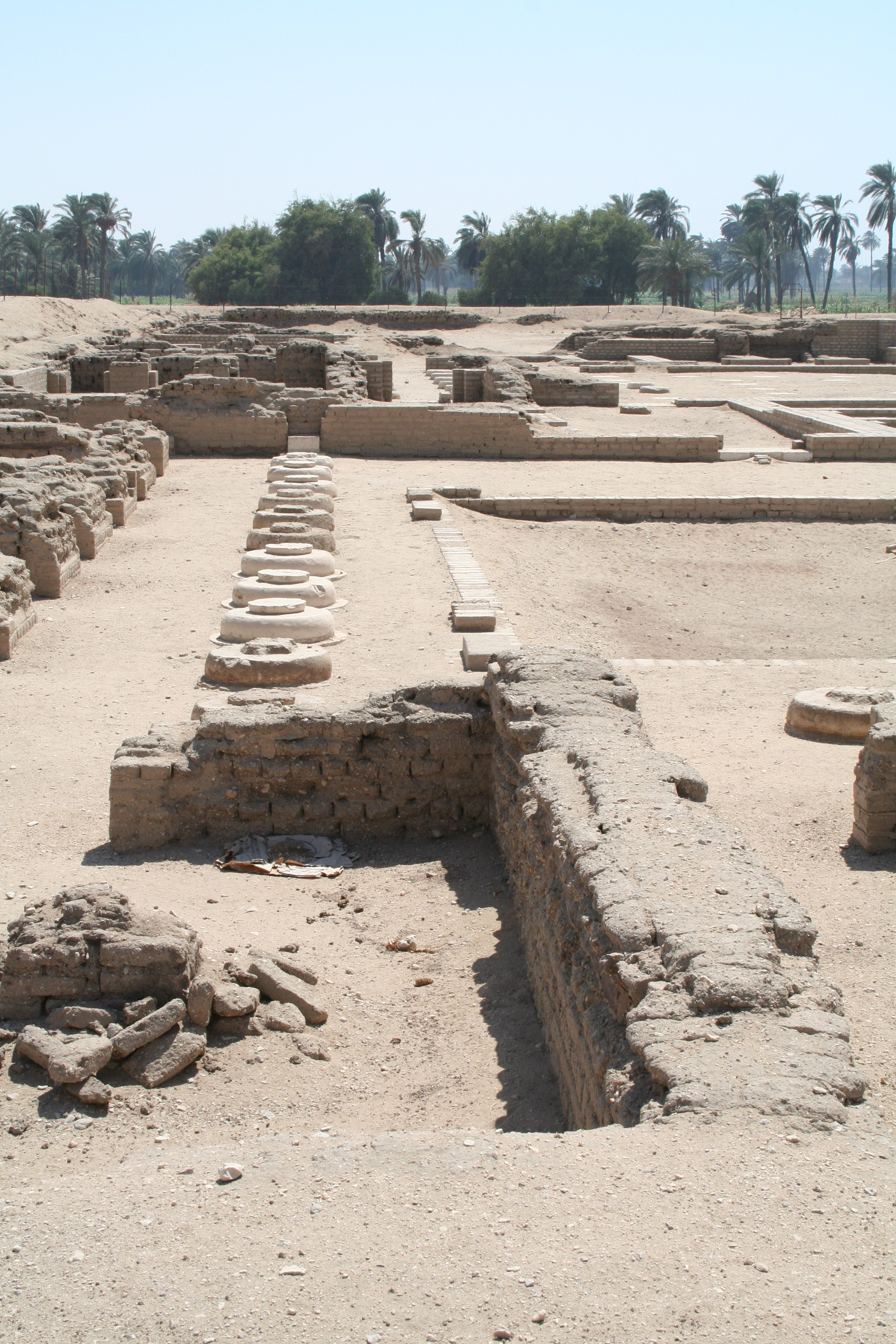
Vista del Palau Nord.

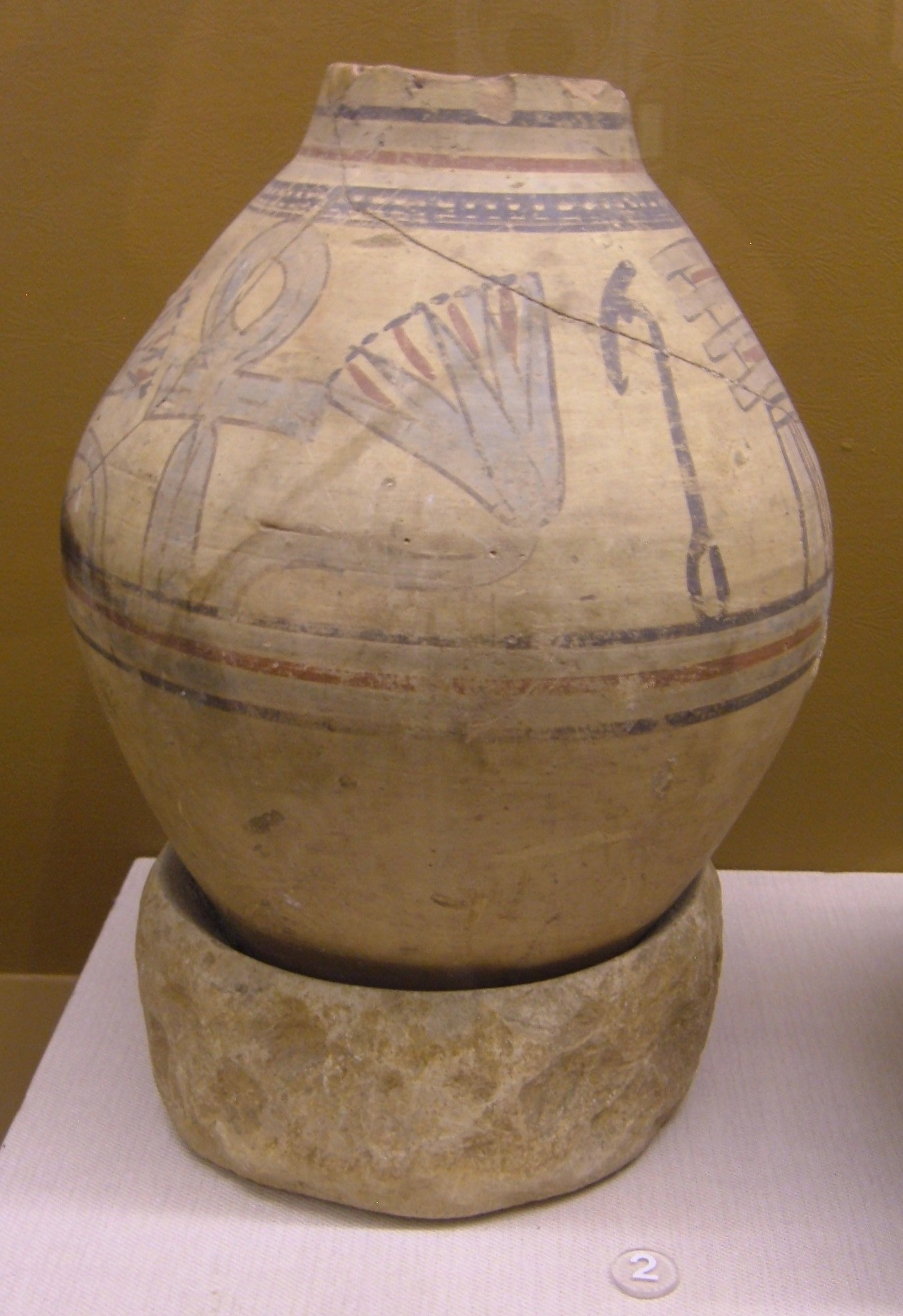
Vas de ceràmica decorada trobat a Amarna.

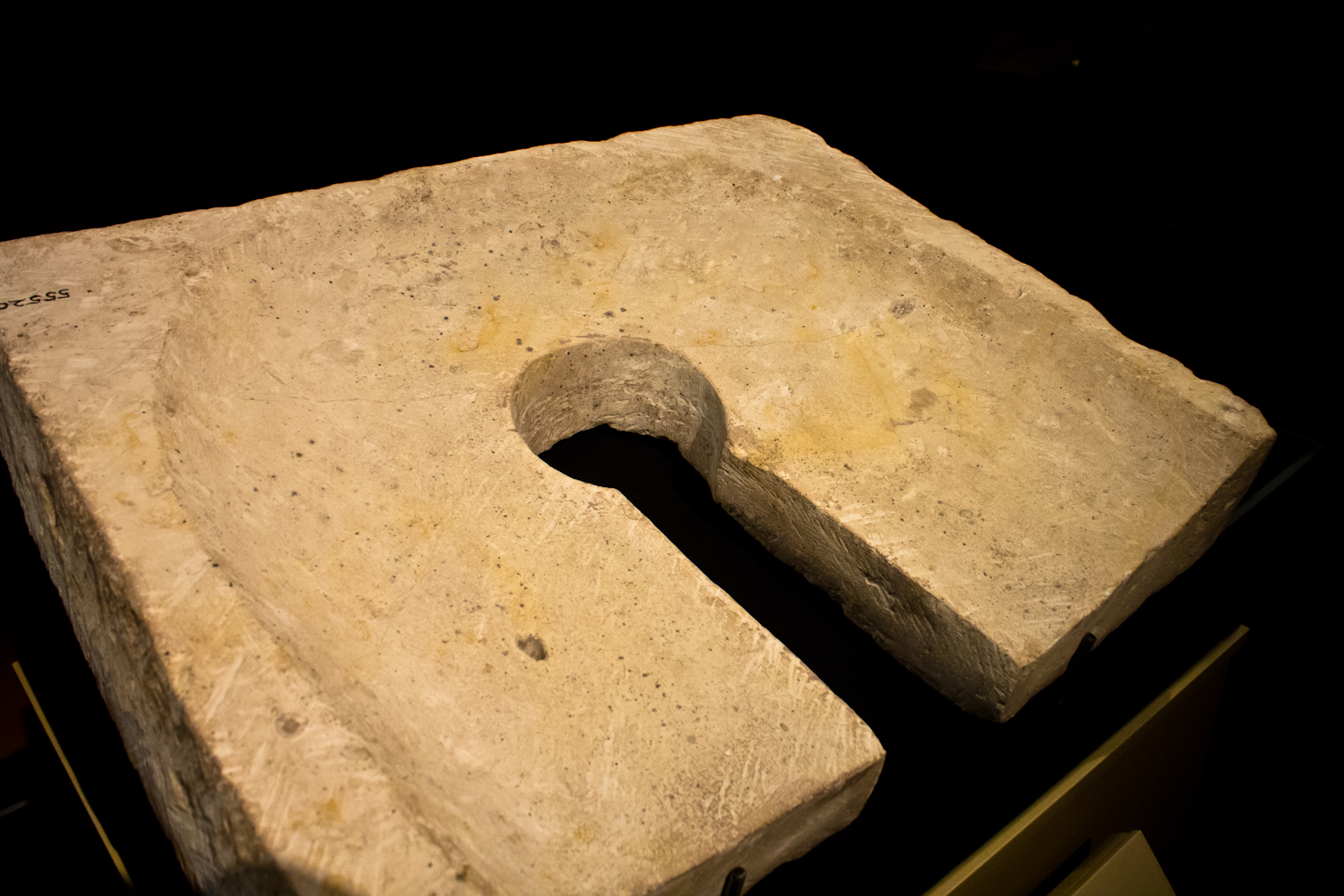
Seient d'una comuna trobat a Amarna.

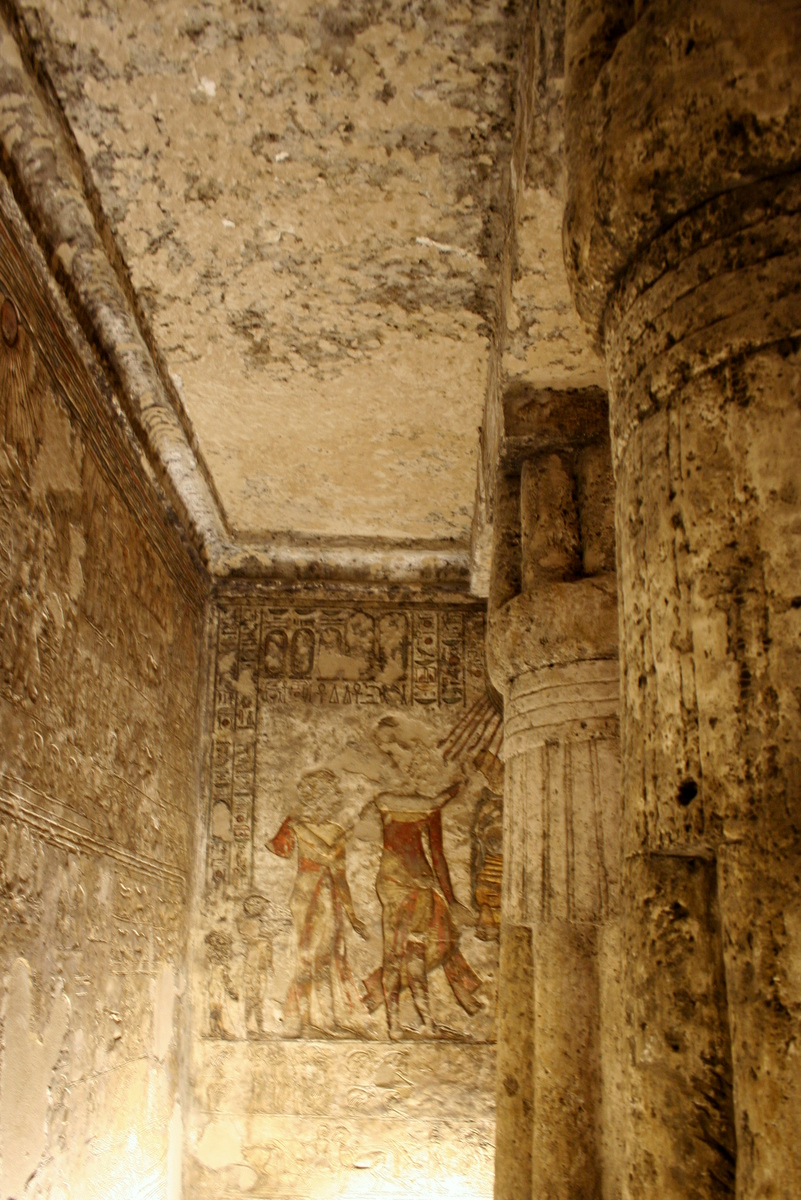
Interior d'una de les tombes del Cementiri Nord.

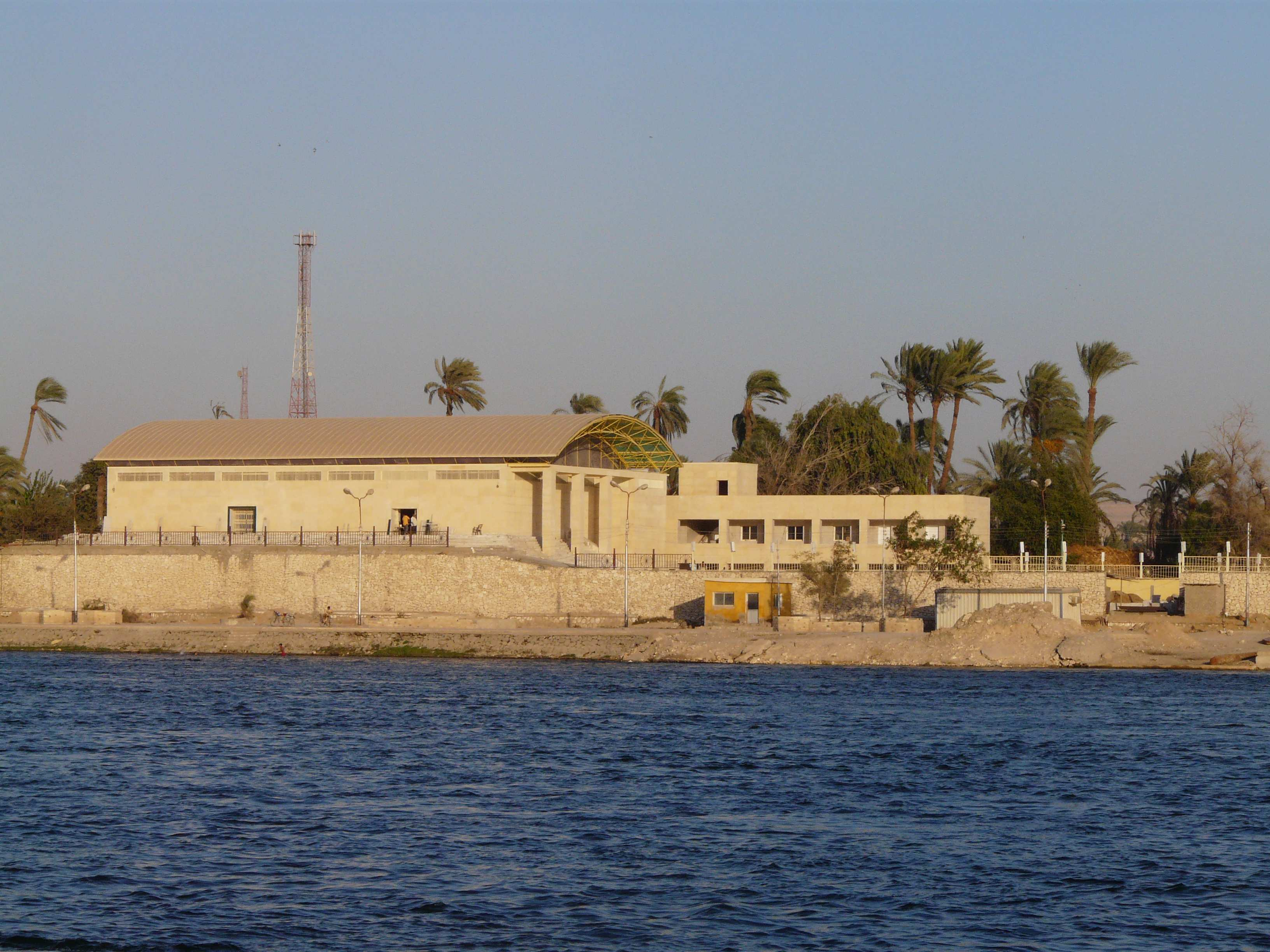
Museu d'Amarna (en construcció, octubre 2010)

El 1979 en Barry Kemp va iniciar un nou projecte d'excavacions que continua avui dia, aquestes primeres excavacions serien l'origen de l'Amarna Project.
El projecte es finança gràcies a donacions privades, d'institucions i el voluntariat, mitjançant l'Amarna Trust i les beques de l'Institut McDonald de Recerca Arqueològica de Cambridge. Entre les organitzacions que el financen destaquen l'Amarna Research Foundation i la Egypt Exploration Society.
Actualment l'equip és dirigit per en Barry Kemp i la seva ajudant Anna Stevens. Les activitats que es duen a terme estan dirigides per diversos especialistes:
Exploració i excavacions:
- Gran Temple d'Aton:

Barry Kemp (Institut McDonald de Recerca Arqueològica)
Mary Shepperson
- Excavacions a les tombes meridionals:

Barry Kemp
Anna Stevens (Institut McDonald de Recerca Arqueològica)
- Exploració de l'àrea desèrtica (Desert Hinterland):[15]

Helen Fenwick (Universitat de Hull)
- Estudi del Palau Nord:

Kate Spence (Universitat de Cambridge)
- Exploració dels assentaments i projecte de l'església Panehsy (Panehsy Church Project):[3][16]

Gillian Pyke
Conservació i reconstrucció
- Edificis:

Surésh Dhargalkar
Simon Bradley
- Objectes:

Julie Dawson (Museu Fitzwilliam, Cambridge)
Lucy Skinner (Buffalo State College, Universitat Estatal de Nova York)
Història mediambiental
- Arqueobotànica:

Chris Stevens (Wessex Archaeology and Institute of Archaeology, University College de Londres)
Alan Clapham (Worcestershire Historic Environment and Archaeology Service)
- Paleoentomologia:

Paul Buckland
Eva Panagiotakopulu (Universitat d'Edimburg)
- Anàlisi del carbó:

Rainer Gerisch (Universitat Lliure de Berlín)
- Residus orgànics:

Margaret Serpico (Museu Petrie, University College de Londres)
- Arqueozoologia:

Tony Legge (Institut McDonald de Recerca Arqueològica)
Antropologia física
Jerry Rose (Universitat d'Arkansas)
Gretchen Dabbs (Southern Illinois University)
Melissa Zabecki (Parkin Archeological State Park)
Fonts arqueològiques
- Pelleteria:

Andre Veldmeijer
- Metal·lúrgia:

Mark Eccleston (La Trobe University)
- Vidre i faiança:

Paul Nicholson (Universitat de Cardiff)
- Ceràmica de l'Imperi Nou:

Pamela Rose (Austrian Institute for Archaeology, Cairo)
Boris Trivan
- Àmfores cananees:

Margaret Serpico (Petrie Museum, University College London)
- Ceràmica romana:

Jane Faiers
Gillian Pyke
- Vidre romà:

Jane Faiers
- Murals romans:

Gillian Pyke
- Troballes menors:

Anna Stevens
- Estatuària:

Kristin Thompson
Marsha Hill (Museu Metropolità d'Art de Nova York)
- Fragments de pedra decorada de Kom el-Nana:

Jacquelyn Williamson (Universitat de California)
- Textos de l'Imperi Nou:

Marc Gabolde (Universitat Paul Valéry, Montpeller III)
Fotografia
Gwil Owen (Institut McDonald de Recerca Arqueològica)
Il·lustracions
Andy Boyce

## Activitats

### Conservació
L'Amarna Project s'encarrega de diversos projectes de manteniment i conservació. Els principals aspectes en què es treballa són:
- Registre i arxiu, manteniment i restauració de les troballes, des dels objectes ceràmics fins a les restes humanes, passant per mobles, escultures i relleus, accessoris, etc.
- Exposició i divulgació dels materials i objectes trobats.
- Recuperació i restauració dels temples i altres edificis principals.
- Estudi, excavació i conservació de les tombes.

### El Museu
A finals del 2010 s'estava acabant de construir el Museu d'Amarna (nom oficial en anglès: Amarna Site Museum & Visitor Centre). Està situat a la riba oriental del Nil, al costat de l'embarcador dels transbordadors d'Et-Till. El museu està enfocat al turisme i a l'ensenyament, amb una finalitat principalment didàctica. Està previst que contingui peces de l'època fruit de les troballes de les excavacions, reproduccions i maquetes de la ciutat, fotografies i panells informatius. El tema central del museu és la vida a Amarna fa més de 3000 anys, l'exposició es divideix en diverses seccions temàtiques que descriuen diversos aspectes de la ciutat i els seus habitants:
- Una introducció general
- Història d'Amarna
- La ciutat idealitzada pel faraó i la ciutat real
- Arquitectura i urbanisme
- Història del jaciment, des de la mort d'Akhenaton fins avui
- Arqueologia: com es treballa arreu i què s'ha fet a Amarna
- La vida a Amarna: introducció
- La ciutat i els seus habitants
- Economia en una societat pre-monetària
- Artesania i objectes manufacturats
- Salut i alimentació
- Vida quotidiana i religió
- Comparació entre la vida d'aleshores i la d'avui dia[18]

## Projectes relacionats

### The Akhenaten Temple Project

Planta del Temple d'Aton a Karnak

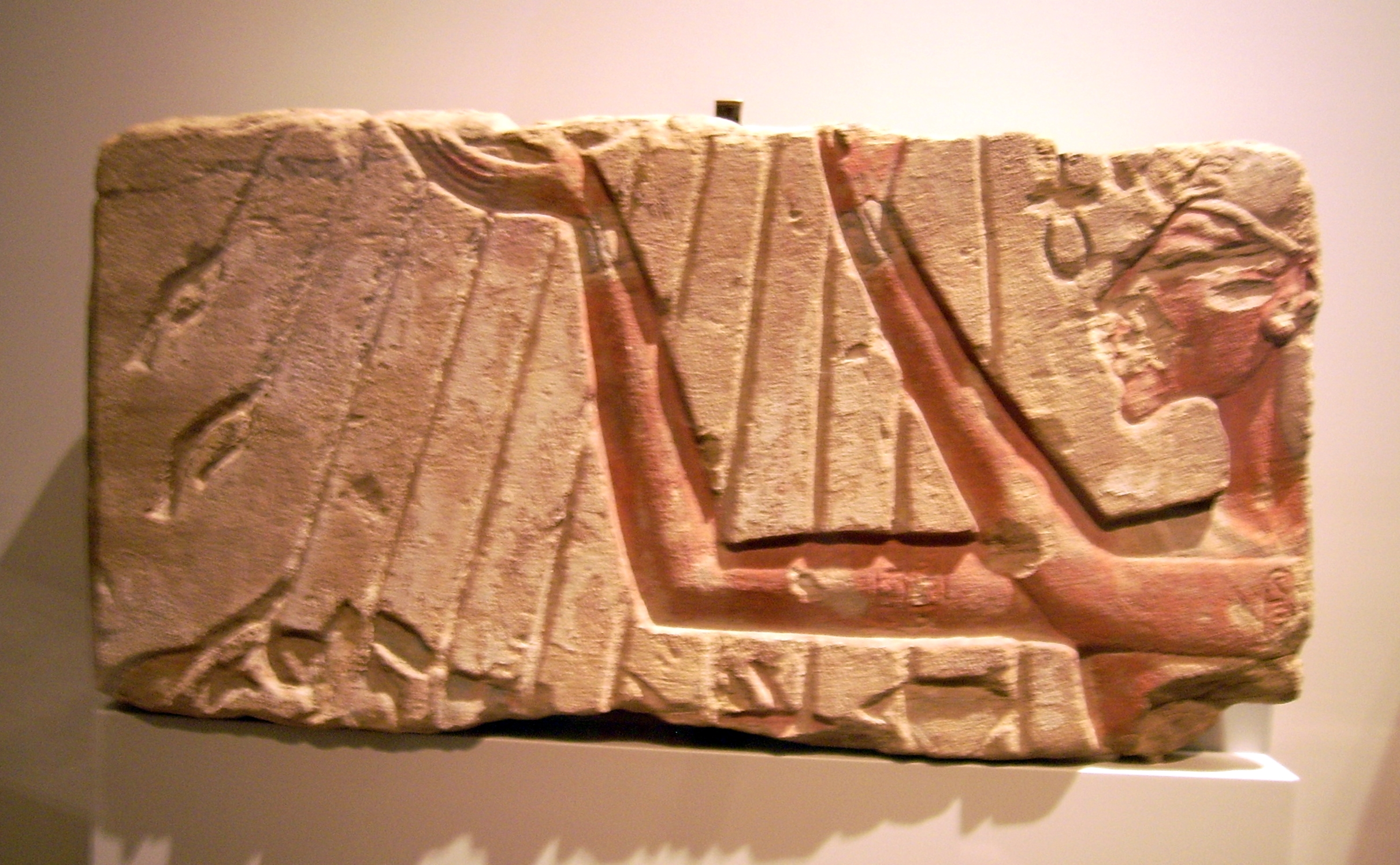
Talatat del Gempaaten (Museu Egipci de Berlín)

Ray Winfield Smith, un diplomàtic americà jubilat, va iniciar el 1965 un projecte per a recuperar els temples d'Akhenaton a Tebes, un conjunt arquitectònic situat a l'est del recinte d'Amon de Karnak, que va ser construït durant els cinc primers anys de regnat del faraó abans de traslladar-se a Amarna. Els temples havien estat desmantellats i se n'havien trobat trossos enterrats a Karnak. Durant el període d'Amarna les edificacions de pedra es feien a partir de talatats, blocs de pedra esculpida de mida estandarditzada i de poc pes, similars als carreus, que en feien la construcció més ràpida i eficient. Se n'havien trobat centenars, però mai se n'havia realitzat un estudi seriós i molts estaven abandonats a l'aire lliure. (vegeu: Temple d'Aton a Karnak)
Winfield Smith va fotografiar els talatats escampats per Karnak i va aconseguir fotografies a escala dels talatats que estaven repartits per col·leccions egiptològiques d'arreu. També va aconseguir la col·laboració de diversos egiptòlegs que li van facilitar les fotografies i dades que tenien recollides sobre els talatats de Karnak, que serien la base dels primers anys del projecte. Es va establir una seu al Caire i es va treballar en la reconstrucció (a partir de les fotografies) dels relleus i de les inscripcions dels temples. A partir del 1975 van poder realitzar diverses campanyes arqueològiques a Karnak i l'any següent van aconseguir localitzar l'emplaçament original del Gempaaten, el temple principal del conjunt erigit per Amenhotep IV a Karnak. El projecte, sota els auspicis de la Universitat Estatal de Pennsilvània, va estar dirigit pel mateix Smith fins al 1972, any en què va prendre el relleu el professor Donald B. Redford.

### The ATON-3D Project
Un projecte similar, complementari i successor de l'Akhenaten Temple Project és l'ATON-3D Project, també basat en la reconstrucció dels talatats de l'època proto-amarniana a Karnak i en les investigacions realitzades a la ciutat d'Amarna. El projecte, patrocinat per l'Agence National de la Recherche francesa (ANR), té un caire interdisciplinari i internacional. La seva finalitat és la de reconstruir virtualment (mitjançant tècniques d'infografia) els principals edificis construïts pel faraó durant el seu regnat, inclòs el complex dedicat a Aton situat al costat del recinte de Karnak, on destaca el mencionat Gempaaten. Per a la part del complex tebà, s'ha posat èmfasi en la reconstrucció virtual del gran puzzle dels talatats dels diversos edificis, per a la part d'Amarna, es fa servir principalment la documentació de les excavacions realitzades a la zona i les pintures i relleus de les tombes. Tot i que a Amarna també es van fer construccions amb talatats, molts d'ells van desaparèixer quan es van cremar en forns de calç durant l'edat mitjana.

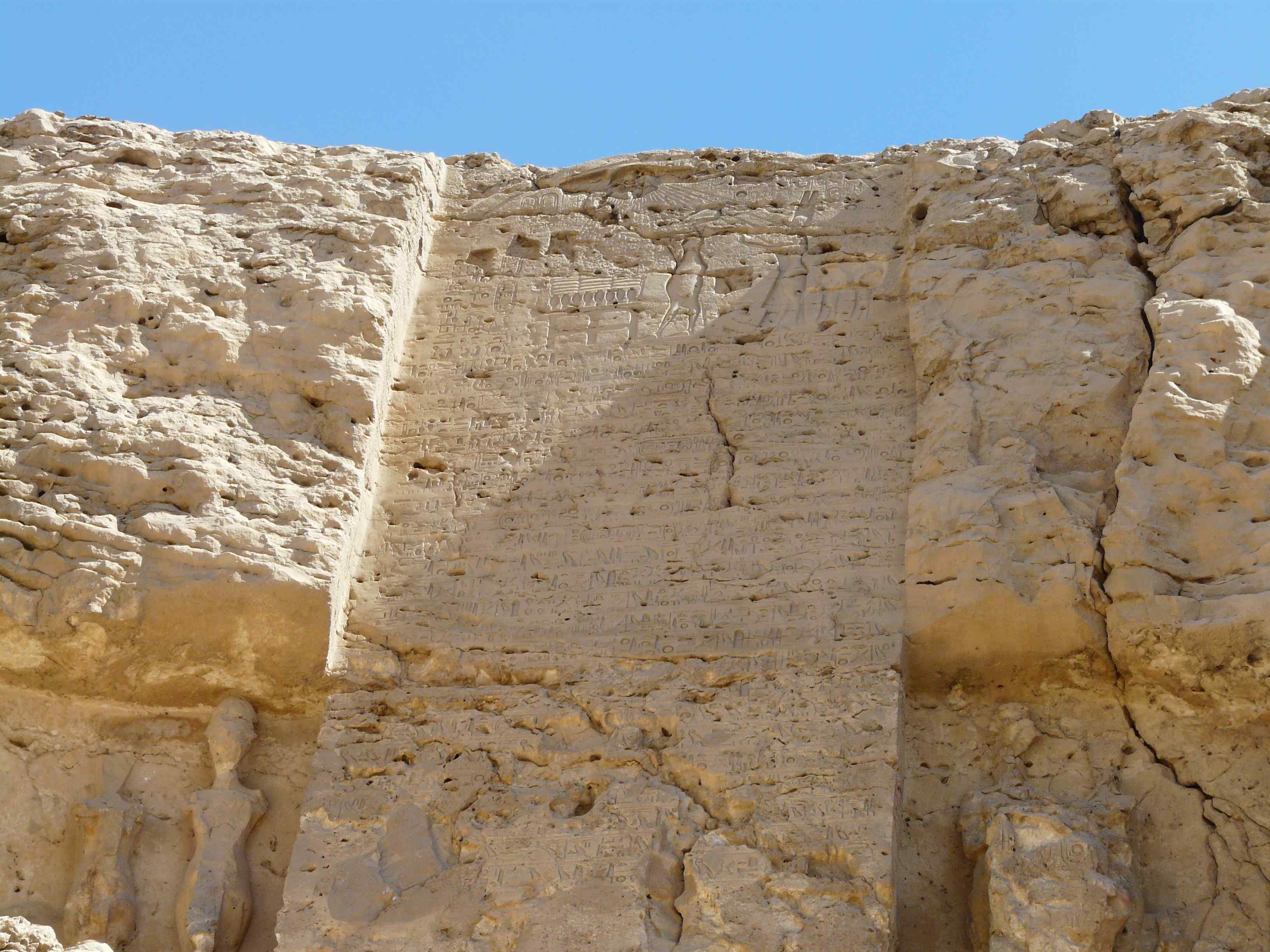
Estela "U"

### The El Amarna Boundary Stelae Project

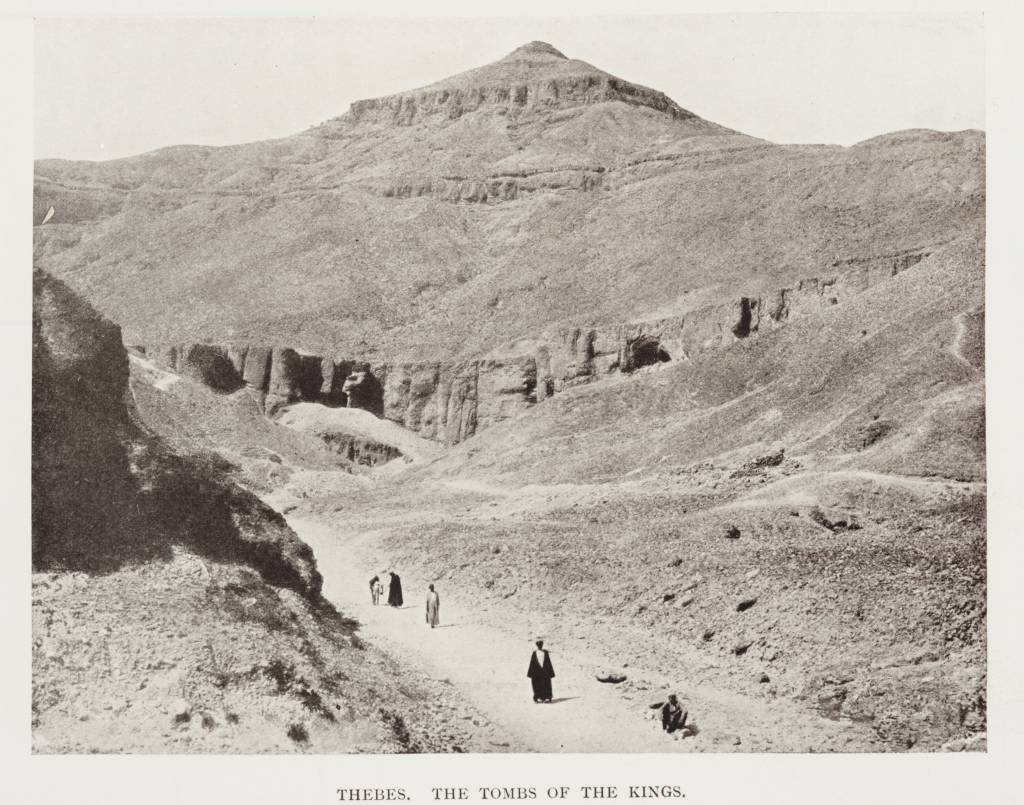
La Vall dels Reis al 1910.

"The El Amarna Boundary Stelae Project", una iniciativa de William J. Murnane i Charles C. Van Siclen III, va consistir en una missió de sis setmanes a Amarna, recopilant informació sobre les esteles d'Akhenaton, les anomenades "esteles dels límits", posteriorment en van fer un estudi i en van publicar els resultats. La missió a Egipte, finançada amb fons privats i amb el suport de diverses institucions, pretenia actualitzar la informació i la documentació que se'n tenia.
La importància d'aquestes esteles rau en el fet que són una de les principals fonts d'informació que resten de l'època i que són una declaració d'intencions del mateix faraó: declaren Aton com a únic déu (l'única forma visible de Ra), anuncien la fundació d'Akhetaton i mostren a la família reial fent ofrenes al déu únic.

### The Amarna Royal Tombs Project
L'Amarna Royal Tombs Project (ARTP), dirigit per Nicholas Reeves i Geoffrey Martin, se centra en la recerca dels llocs d'enterrament de la família reial d'Amarna que encara no s'han trobat. Durant l'època de Tutankhamon es van traslladar les mòmies i es van construir noves tombes per als familiars del faraó que havien estat enterrats a Amarna, algunes d'aquestes mòmies no s'han trobat i tampoc se sap on es van enterrar. L'equip de l'ARTP cerca des del 1998 a la Vall dels Reis (Tebes) els personatges desapareguts basant-se en les troballes realitzades a les tombes KV55 (Tiy i/o Akhenaton) i KV62 (Tutankhamon).
Segons el mateix Reeves, un altre dels motius per a treballar a la Vall és la de cercar la manera d'evitar les inundacions periòdiques que es produeixen en aquell lloc i que estan malmentent les tombes. Per aquests dos motius van començar a fer prospeccions amb radars del sòl de la famosa vall.